# Jelenczki István
Jelenczki István (Budapest, 1956. január 19.–) képzőművész, filmrendező, fotográfus.

## Életpályája
1970–1974 között a Kossuth Lajos Gépipari Szakközépiskola gyártástechnológus szakán tanult. 1974–1977 között a KGM Tervező Intézet műszaki szerkesztője volt. 1975 óta kiállító művész. 1984 óta az Iparművészeti Főiskola szakoktatója. 1990–1993 között az ELTE Kulturális Antropológia Tanszékének meghívott óraadója volt. 2012-től a Magyar Művészeti Akadémia levelező, 2013 óta rendes tagja.

## Kiállításai

### Egyéni
- 1976, 1978-1979, 1981-1982, 1985, 1989, 1995 Budapest
- 1996 Gödöllő

### Csoportos
- 1981, 1983, 1988 Budapest
- 1982, 1988 Esztergom

## Filmjei
- Valamit elvesztettünk (1976)
- Fehér és fekete – Halálkalligráfia (1977, 1996)
- TÉR-KÉP I–II. (1977)
- KÓR – Csehov „6-os számú kórterem” c. művének filmváltozata,(1979–1981)
- Beharren – Megmaradás (1978–1981, 1996)
- Emlékezés az emberre (1989–1990)
- Haláljog I–II. (1993)
- Elvesztünk (1993)
- Otthon meghalni (1993–1995)
- Úton a halállal I–II. – Portré Polcz Alaine-ről (1994–1997)
- Megbocsáthatatlanul szeretem a földet… – Portré Mészöly Miklósról (1995–1996)
- A Hold túlsó oldalán I–II. – Portré Izsák Imre égimechanikus, csillagászról (1998–2000)
- Hagyaték – Emlékezés József Attilára (2001)
- Eszmélet után I–IV. – Elégia József Attiláról (2001–2004)
- „Mindent a Hazáért” – Búcsú Pongrátz Gergelytől (2005)
- Csendre csend, csendre hang – Portréfilm Simon Péter színész, szociális munkásról (2005)
- Palócok vigyázó Nagykeresztje (2006)
- Ima Magyarországért (2006)
- Pilinszky János – Gyerekek és katonák – Együttvirrasztás időn, teren túl Pilinszky Jánossal (2007, társrendező)
- „Népek Krisztusa, Magyarország” 1956 I–IV. (2004–2007)
- „Tisztítótűz tetején álltunk” – Tóth Ilona drámája (2008)
- Égi élő igazság – A Szent Korona misztériuma és tana (2008)
- „Holt próféta a hegyen” – Válogatás Babits Mihály esztergomi Előhegyen írt verseiből (2008)
- Ima Magyarországért (2009)
- Háború a nemzet ellen I–IV. – Az elrabolt nemzeti vagyon (2009)
- A hatalom cinizmusa I-II. – Papp Lajos professzor szívútja (1992–2010)
- Kass János üzenete – Dokumentumfilm Kass Jánosról (1995–2010)
- Por és Istenpor vagyunk – Filmvers József Attila költeményeire (2003–2011)
- Az igazság soha nem késő I–III. (2013) – a Zétényi–Takács-féle igazságtételi törvényjavaslatról
- „Áldom a Teremtőt” I–II. – Portréfilm László Gyuláról (2015)[1]
- „Nem jöttünk mi sehonnan sem” – A gondolkodó Varga Csaba (2015) – portréfilm Varga Csabáról[2]
- ÖN-TÉR-KÉP – A magyar nemzet lelkiállapota I-II. (2014–2016; Zseni Annamária pszichiáterrel)[3]
- Öröktűz I–II. „Egy lángot adok, ápold, add tovább” – Portréfilm Reményik Sándorról (2018)[4]
- Legyőzetve győz – Dr. Tóth Zoltán József a Szent Korona országáért (2018–2019) – emlékfilm Tóth Zoltán Józsefről[5][6]
- Nem, nem, soha! I–IV. – „Isten az igaz ügyet nem hagyja el” – Dokumentumfilm Trianonról (2018–2020)[7]

## Fotói
- És mégis mozog I.-IV. (1975)
- Lent is fent, fent is lent (1975)
- A kínhoz (1995)
- Csillagidő (1995)
- Archae (1995)

## Könyvei
- Mauzóleum - "A halállal való foglalkozás" (1987)
- Tabernákulum 1975-1995 (1995)
- Viszonylatok 1991-1996 (1997)
- Csillagidő (1999)
- Életünk ikercsillaga a Halál (2003)
- "A semmi ágán" (2004)
- A Hold túlsó oldalán (2004)
- Ima Magyarországért (Papp Lajossal, 2006)

## Díjai
- Soros alapítvány díja (1989)
- Derkovits Gyula képzőművészeti ösztöndíj (1990)
- A filmszemle különdíja (1994)
- Gundel művészeti díj (2006)
- Magyar Filmszemle Országos Diákzsűri fődíja dokumentumfilm kategóriában (2011)
- Szilajcsikó közönségdíj (2011)
- Magyar Örökség díj (2013)
- Szkíta Aranyszarvas díj (2014)
- a Magyar Művészeti Akadémia Nagydíja (2021)[8][9]